# Úrvalsdeild
Landsbankadeild este cea mai importantă competiție din sistemul fotbalistic islandez. A fost fondată în anul 1912 și este în acest moment pe poziția 40 în clasamentul UEFA.

## Clasamentul UEFA
Coeficientul UEFA în 2013
- 37  (35)  A Lyga
- 38  (40)  Superliga (Kazahstan)
- 39  (38)  Virslīga
- 40  (41)  Landsbankadeild
- 41  (42)  Prima Ligă (Muntenegru)
- 42  (39)  Prima Ligă (Macedonia)
- 43  (44)  Kategoria superiore

## Cluburile sezonului 2018
| Echipă      | Locație        | Stadion             | Capacitate |
| ----------- | -------------- | ------------------- | ---------- |
| Breiðablik  | Kópavogur      | Kópavogsvöllur      | 5.501      |
| FH          | Hafnarfjörður  | Kaplakriki          | 6.738      |
| Fjölnir     | Reykjavík      | Extra völlurinn     | 2.000      |
| Fylkir      | Reykjavík      | Floridana völlurinn | 5.000      |
| Grindavík   | Grindavík      | Grindavíkurvöllur   | 1.750      |
| ÍBV         | Vestmannaeyjar | Hásteinsvöllur      | 3.034      |
| KA          | Akureyri       | Akureyrarvöllur     | 1.770      |
| Keflavík    | Reykjanesbær   | Keflavíkurvöllur    | 5.200      |
| KR          | Reykjavík      | Alvogenvöllurinn    | 3.333      |
| Stjarnan    | Garðabær       | Samsung völlurinn   | 2.300      |
| Valur       | Reykjavík      | Valsvöllur          | 2.465      |
| Víkingur R. | Reykjavík      | Víkingsvöllur       | 1.613      |

## Istoria campioanelor
Clubul islandez care a câștigat cele mai multe titluri este KR Reykjavík, care reprezintă districtul Vesturbær din Reykjavík. Entitatea sportivă care a jucat cele mai multe ediții din liga islandeză este Valur(113), urmată îndeaproape de KR Reykjavík (112) și pe locul trei Fram (108).
| Temporada                | Campeón                  | Subcampeón               | Tercero                  | Máximo goleador                                                                  | Club                                                | Goles                    |
| Liga Islandesa de Fútbol | Liga Islandesa de Fútbol | Liga Islandesa de Fútbol | Liga Islandesa de Fútbol | Liga Islandesa de Fútbol                                                         | Liga Islandesa de Fútbol                            | Liga Islandesa de Fútbol |
| ------------------------ | ------------------------ | ------------------------ | ------------------------ | -------------------------------------------------------------------------------- | --------------------------------------------------- | ------------------------ |
| 1912                     | KR Reykjavik             | Valur Reykjavik          | Fram Reykjavik           | [[\|]]                                                                           |                                                     |                          |
| 1913                     | Fram Reykjavik           | No determinado           | No determinado           | [[\|]]                                                                           |                                                     |                          |
| 1914                     | Fram Reykjavik           | No determinado           | No determinado           | [[\|]]                                                                           |                                                     |                          |
| 1915                     | Fram Reykjavik           | KR Reykjavik             | Valur Reykjavik          | [[\|]]                                                                           |                                                     |                          |
| 1916                     | Fram Reykjavik           | KR Reykjavik             | Valur Reykjavik          | [[\|]]                                                                           |                                                     |                          |
| 1917                     | Fram Reykjavik           | KR Reykjavik             | Valur Reykjavik          | [[\|]]                                                                           |                                                     |                          |
| 1918                     | Fram Reykjavik           | Vikingur Reykjavik       | Valur Reykjavik          | [[\|]]                                                                           |                                                     |                          |
| 1919                     | KR Reykjavik             | Fram Reykjavik           | Vikingur Reykjavik       | [[\|]]                                                                           |                                                     |                          |
| 1920                     | Vikingur Reykjavik       | KR Reykjavik             | Fram Reykjavik           | [[\|]]                                                                           |                                                     |                          |
| 1921                     | Fram Reykjavik           | Vikingur Reykjavik       | KR Reykjavik             | [[\|]]                                                                           |                                                     |                          |
| 1922                     | Fram Reykjavik           | Vikingur Reykjavik       | KR Reykjavik             | [[\|]]                                                                           |                                                     |                          |
| 1923                     | Fram Reykjavik           | KR Reykjavik             | Valur Reykjavik          | [[\|]]                                                                           |                                                     |                          |
| 1924                     | Vikingur Reykjavik       | Fram Reykjavik           | KR Reykjavik             | [[\|]]                                                                           |                                                     |                          |
| 1925                     | Fram Reykjavik           | Vikingur Reykjavik       | KR Reykjavik             | [[\|]]                                                                           |                                                     |                          |
| 1926                     | KR Reykjavik             | Fram Reykjavik           | Vikingur Reykjavik       | [[\|]]                                                                           |                                                     |                          |
| 1927                     | KR Reykjavik             | Valur Reykjavik          | Vikingur Reykjavik       | [[\|]]                                                                           |                                                     |                          |
| 1928                     | KR Reykjavik             | Valur Reykjavik          | Fram Reykjavik           | [[\|]]                                                                           |                                                     |                          |
| 1929                     | KR Reykjavik             | Valur Reykjavik          | ÍBV Vestmannæyjar        | [[\|]]                                                                           |                                                     |                          |
| 1930                     | Valur Reykjavik          | KR Reykjavik             | ÍBV Vestmannæyjar        | [[\|]]                                                                           |                                                     |                          |
| 1931                     | KR Reykjavik             | Valur Reykjavik          | Vikingur Reykjavik       | [[\|]]                                                                           |                                                     |                          |
| 1932                     | KR Reykjavik             | Valur Reykjavik          | ÍBA Akureyri             | [[\|]]                                                                           |                                                     |                          |
| 1933                     | Valur Reykjavik          | KR Reykjavik             | Fram Reykjavik           | [[\|]]                                                                           |                                                     |                          |
| 1934                     | KR Reykjavik             | Valur Reykjavik          | Fram Reykjavik           | [[\|]]                                                                           |                                                     |                          |
| 1935                     | Valur Reykjavik          | KR Reykjavik             | Fram Reykjavik           | [[\|]]                                                                           |                                                     |                          |
| 1936                     | Valur Reykjavik          | KR Reykjavik             | Fram Reykjavik           | [[\|]]                                                                           |                                                     |                          |
| 1937                     | Valur Reykjavik          | KR Reykjavik             | Fram Reykjavik           | [[\|]]                                                                           |                                                     |                          |
| 1938                     | Valur Reykjavik          | Vikingur Reykjavik       | Fram Reykjavik           | [[\|]]                                                                           |                                                     |                          |
| 1939                     | Fram Reykjavik           | KR Reykjavik             | Vikingur Reykjavik       | [[\|]]                                                                           |                                                     |                          |
| 1940                     | Valur Reykjavik          | Vikingur Reykjavik       | KR Reykjavik             | [[\|]]                                                                           |                                                     |                          |
| 1941                     | KR Reykjavik             | Valur Reykjavik          | Vikingur Reykjavik       | [[\|]]                                                                           |                                                     |                          |
| 1942                     | Valur Reykjavik          | Fram Reykjavik           | KR Reykjavik             | [[\|]]                                                                           |                                                     |                          |
| 1943                     | Valur Reykjavik          | KR Reykjavik             | Fram Reykjavik           | [[\|]]                                                                           |                                                     |                          |
| 1944                     | Valur Reykjavik          | KR Reykjavik             | Vikingur Reykjavik       | [[\|]]                                                                           |                                                     |                          |
| 1945                     | Valur Reykjavik          | KR Reykjavik             | Fram Reykjavik           | [[\|]]                                                                           |                                                     |                          |
| 1946                     | Fram Reykjavik           | KR Reykjavik             | Valur Reykjavik          | [[\|]]                                                                           |                                                     |                          |
| 1947                     | Fram Reykjavik           | Valur Reykjavik          | KR Reykjavik             | [[\|]]                                                                           |                                                     |                          |
| 1948                     | KR Reykjavik             | Vikingur Reykjavik       | Valur Reykjavik          | [[\|]]                                                                           |                                                     |                          |
| 1949                     | KR Reykjavik             | Fram Reykjavik           | Valur Reykjavik          | [[\|]]                                                                           |                                                     |                          |
| 1950                     | KR Reykjavik             | Fram Reykjavik           | ÍA Akranes               | [[\|]]                                                                           |                                                     |                          |
| 1951                     | ÍA Akranes               | Valur Reykjavik          | KR Reykjavik             | [[\|]]                                                                           |                                                     |                          |
| 1952                     | KR Reykjavik             | ÍA Akranes               | Fram Reykjavik           | [[\|]]                                                                           |                                                     |                          |
| 1953                     | ÍA Akranes               | Valur Reykjavik          | Vikingur Reykjavik       | [[\|]]                                                                           |                                                     |                          |
| 1954                     | ÍA Akranes               | KR Reykjavik             | Fram Reykjavik           | [[\|]]                                                                           |                                                     |                          |
| 1955                     | KR Reykjavik             | ÍA Akranes               | Valur Reykjavik          | ISL Thordur Thordarsson                                                          |                                                     | 7                        |
| 1956                     | Valur Reykjavik          | KR Reykjavik             | ÍA Akranes               | ISL Thordur Thordarsson                                                          |                                                     | 6                        |
| 1957                     | ÍA Akranes               | Fram Reykjavik           | Valur Reykjavik          | ISL Thordur Thordarsson                                                          |                                                     | 6                        |
| 1958                     | ÍA Akranes               | KR Reykjavik             | Valur Reykjavik          | ISL Thordur Thordarsson                                                          |                                                     | 10                       |
| 1959                     | KR Reykjavik             | ÍA Akranes               | Fram Reykjavik           | ISL Thorolfur Beck                                                               |                                                     | 11                       |
| 1960                     | ÍA Akranes               | KR Reykjavik             | Fram Reykjavik           | ISL Thorolfur Beck                                                               |                                                     | 15                       |
| 1961                     | KR Reykjavik             | ÍA Akranes               | Valur Reykjavik          | ISL Thorolfur Beck                                                               |                                                     | 16                       |
| 1962                     | Fram Reykjavik           | Valur Reykjavik          | ÍA Akranes               | ISL Ingvar Elisson                                                               |                                                     | 11                       |
| 1963                     | KR Reykjavik             | ÍA Akranes               | Valur Reykjavik          | ISL Skuli Hakonarson                                                             |                                                     | 9                        |
| 1964                     | ÍBK Keflavík             | ÍA Akranes               | KR Reykjavik             | ISL Eyleifur Hafsteinsson                                                        |                                                     | 10                       |
| 1965                     | KR Reykjavik             | ÍA Akranes               | ÍBK Keflavík             | ISL Baldvin Baldvinsson                                                          |                                                     | 11                       |
| 1966                     | Valur Reykjavik          | ÍBK Keflavík             | ÍBA Akureyri             | ISL Jon Johansson                                                                |                                                     | 10                       |
| 1967                     | Valur Reykjavik          | Fram Reykjavik           | ÍBA Akureyri             | ISL Hermann Gunnarsson                                                           |                                                     | 12                       |
| 1968                     | KR Reykjavik             | Fram Reykjavik           | Valur Reykjavik          | ISL Kari Arnason · ISL Reynir Jonsson · ISL Olafur Larusson                      |                                                     | 8                        |
| 1969                     | ÍBK Keflavík             | ÍA Akranes               | KR Reykjavik             | ISL Matthias Hallgrimsson                                                        |                                                     | 9                        |
| 1970                     | ÍA Akranes               | Fram Reykjavik           | ÍBK Keflavík             | ISL Hermann Gunnarsson                                                           |                                                     | 14                       |
| 1971                     | ÍBK Keflavík             | ÍBV Vestmannæyjar        | Fram Reykjavik           | ISL Steinar Johansson                                                            |                                                     | 13                       |
| 1972                     | Fram Reykjavik           | ÍBV Vestmannæyjar        | ÍBK Keflavík             | ISL Tomas Palsson                                                                |                                                     | 15                       |
| 1973                     | ÍBK Keflavík             | Valur Reykjavik          | ÍBV Vestmannæyjar        | ISL Hermann Gunnarsson                                                           |                                                     | 17                       |
| 1974                     | ÍA Akranes               | ÍBK Keflavík             | Valur Reykjavik          | ISL Teitur Thodarson                                                             |                                                     | 9                        |
| 1975                     | ÍA Akranes               | Fram Reykjavik           | Valur Reykjavik          | ISL Matthias Hallgrimsson                                                        |                                                     | 10                       |
| 1976                     | Valur Reykjavik          | Fram Reykjavik           | ÍA Akranes               | ISL Ingi Bjorn Albertsson                                                        |                                                     | 16                       |
| 1977                     | ÍA Akranes               | Valur Reykjavik          | ÍBV Vestmannæyjar        | ISL Petur Petursson                                                              |                                                     | 16                       |
| 1978                     | Valur Reykjavik          | ÍA Akranes               | ÍBK Keflavík             | ISL Petur Petursson                                                              |                                                     | 19                       |
| 1979                     | ÍBV Vestmannæyjar        | ÍA Akranes               | Valur Reykjavik          | ISL Sigurlas Thorleifsson                                                        |                                                     | 10                       |
| 1980                     | Valur Reykjavik          | Fram Reykjavik           | ÍA Akranes               | ISL Matthias Hallgrimsson                                                        | KV Valur                                            | 15                       |
| 1981                     | Vikingur Reykjavik       | Fram Reykjavik           | ÍA Akranes               | ISL Larus Gudmundsson · ISL Sigurlás Þorleifsson                                 | Vikingur Reykjavik ÍBV Vestmannæyjar                | 12                       |
| 1982                     | Vikingur Reykjavik       | ÍBV Vestmannæyjar        | KR Reykjavik             | ISL Heimir Karlsson · ISL Sigurlás Þorleifsson                                   | Vikingur Reykjavik ÍBV Vestmannæyjar                | 10                       |
| 1983                     | ÍA Akranes               | KR Reykjavik             | Breiðablik Kópavogur     | ISL Ingi Björn Albertsson                                                        | Valur Reykjavik                                     | 14                       |
| 1984                     | ÍA Akranes               | Valur Reykjavik          | ÍBK Keflavík             | ISL Guðmundur Steinsson                                                          | Fram Reykjavik                                      | 10                       |
| 1985                     | Valur Reykjavik          | ÍA Akranes               | Þór Akureyri             | ISL Ómar Torfason                                                                | Fram Reykjavik                                      | 13                       |
| 1986                     | Fram Reykjavik           | Valur Reykjavik          | ÍA Akranes               | ISL Gudmundur Torfason                                                           | Fram Reykjavik                                      | 19                       |
| 1987                     | Valur Reykjavik          | Fram Reykjavik           | ÍA Akranes               | ISL Petur Ormslev                                                                | Fram Reykjavik                                      | 12                       |
| 1988                     | Fram Reykjavik           | Valur Reykjavik          | ÍA Akranes               | ISL Sigurjón Kristjánsson                                                        | Valur Reykjavik                                     | 13                       |
| 1989                     | KA Akureyri              | FH Hafnarfjörður         | Fram Reykjavik           | ISL Hordur Magnusson                                                             | FH Hafnarfjörður                                    | 12                       |
| 1990                     | Fram Reykjavik           | KR Reykjavik             | ÍBV Vestmannæyjar        | ISL Hordur Magnusson                                                             | FH Hafnarfjörður                                    | 13                       |
| 1991                     | Vikingur Reykjavik       | Fram Reykjavik           | KR Reykjavik             | ISL Hordur Magnusson · ISL Guðmundur Steinsson                                   | FH Hafnarfjörður Vikingur Reykjavik                 | 13                       |
| 1992                     | ÍA Akranes               | KR Reykjavik             | Þór Akureyri             | ISL Arnar Gunnlaugsson                                                           | ÍA Akranes                                          | 15                       |
| 1993                     | ÍA Akranes               | FH Hafnarfjörður         | ÍBK Keflavík             | ISL Thordur Gudjonsson                                                           | ÍA Akranes                                          | 19                       |
| 1994                     | ÍA Akranes               | FH Hafnarfjörður         | Keflavík ÍF              | Serbia and Montenegro Mihajlo Biberčić                                           | ÍA Akranes                                          | 14                       |
| 1995                     | ÍA Akranes               | KR Reykjavik             | ÍBV Vestmannæyjar        | ISL Arnar Gunnlaugsson                                                           | ÍA Akranes                                          | 15                       |
| 1996                     | ÍA Akranes               | KR Reykjavik             | Leiftur Ólafsfjörður     | ISL Ríkharður Daðason                                                            | KR Reykjavik                                        | 14                       |
| 1997                     | ÍBV Vestmannæyjar        | ÍA Akranes               | Leiftur Ólafsfjörður     | ISL Tryggvi Guðmundsson                                                          | ÍBV Vestmannæyjar                                   | 19                       |
| 1998                     | ÍBV Vestmannæyjar        | KR Reykjavik             | ÍA Akranes               | ISL Steingrímur Jóhannesson                                                      | ÍBV Vestmannæyjar                                   | 16                       |
| 1999                     | KR Reykjavik             | ÍBV Vestmannæyjar        | Leiftur Ólafsfjörður     | ISL Steingrímur Jóhannesson                                                      | ÍBV Vestmannæyjar                                   | 12                       |
| 2000                     | KR Reykjavik             | Fylkir Reykjavik         | UMF Grindavík            | ISL Andri Sigþórsson · ISL Guðmundur Steinarsson                                 | KR Reykjavik Keflavík ÍF                            | 14                       |
| 2001                     | ÍA Akranes               | ÍBV Vestmannæyjar        | FH Hafnarfjörður         | ISL Hjörtur Hjartarson                                                           | ÍA Akranes                                          | 15                       |
| 2002                     | KR Reykjavik             | Fylkir Reykjavik         | UMF Grindavík            | ISL Grétar Hjartarson                                                            | UMF Grindavík                                       | 13                       |
| 2003                     | KR Reykjavik             | FH Hafnarfjörður         | ÍA Akranes               | ISL Björgólfur Takefusa                                                          | Þróttur Reykjavík                                   | 10                       |
| 2004                     | FH Hafnarfjörður         | ÍBV Vestmannæyjar        | ÍA Akranes               | ISL Gunnar Heidar Thorvaldsson                                                   | ÍBV Vestmannæyjar                                   | 12                       |
| 2005                     | FH Hafnarfjörður         | Valur Reykjavik          | ÍA Akranes               | ISL Tryggvi Guðmundsson                                                          | FH Hafnarfjordur                                    | 16                       |
| 2006                     | FH Hafnarfjörður         | KR Reykjavik             | Valur Reykjavik          | ISL Marel Jóhann Baldvinsson                                                     | Breiðablik Kópavogur                                | 11                       |
| 2007                     | Valur Reykjavik          | FH Hafnarfjörður         | ÍA Akranes               | ISL Jónas Grani Garðarsson                                                       | Fram Reykjavik                                      | 13                       |
| 2008                     | FH Hafnarfjörður         | Keflavík ÍF              | Fram Reykjavik           | ISL Guðmundur Steinarsson                                                        | Keflavík ÍF                                         | 16                       |
| 2009                     | FH Hafnarfjörður         | KR Reykjavik             | Fylkir Reykjavik         | ISL Björgólfur Takefusa                                                          | KR Reykjavik                                        | 16                       |
| 2010                     | Breiðablik Kópavogur     | FH Hafnarfjörður         | ÍBV Vestmannæyjar        | ISL Alfreð Finnbogason · ISL Atli Viðar Björnsson · GAB Gilles Daniel Mbang Ondo | Breiðablik Kópavogur FH Hafnarfjörður UMF Grindavík | 14                       |
| 2011                     | KR Reykjavik             | FH Hafnarfjörður         | ÍBV Vestmannæyjar        | ISL Garðar Jóhannsson                                                            | Stjarnan Garðabær                                   | 15                       |
| 2012                     | FH Hafnarfjörður         | Breiðablik Kópavogur     | ÍBV Vestmannæyjar        | ISL Atli Guðnason                                                                | FH Hafnarfjörður                                    | 12                       |
| 2013                     | KR Reykjavík             | FH Hafnarfjörður         | Stjarnan Garðabær        | ENG Gary John Martin · ISL Atli Viðar Björnsson · ISL Viðar Örn Kjartansson      | KR Reykjavík FH Hafnarfjörður Fylkir Reykjavik      | 13                       |
| 2014                     | Stjarnan Garðabær        | FH Hafnarfjörður         | KR Reykjavík             | ENG Gary John Martin                                                             | KR Reykjavík                                        | 13                       |
| 2015                     | FH Hafnarfjörður         | Breiðablik Kópavogur     | KR Reykjavík             | DEN Patrick Pedersen                                                             | Valur Reykjavík                                     | 13                       |
| 2016                     | FH Hafnarfjörður         | Stjarnan Garðabær        | KR Reykjavík             | ISL Garðar Gunnlaugsson                                                          | IA Akranes                                          | 14                       |
| 2017                     | Valur Reykjavík          | Stjarnan Garðabær        | FH Hafnarfjörður         | ISL Andri Rúnar Bjarnason                                                        | UMF Grindavík                                       | 19                       |
| 2018                     | Valur Reykjavík          | Breiðablik Kópavogur     | Stjarnan Garðabær        | DEN Patrick Pedersen                                                             | Valur Reykjavík                                     | 17                       |
| 2019                     | KR Reykjavík             | Breiðablik Kópavogur     | FH Hafnarfjörður         | ENG Gary John Martin                                                             | Valur Reykjavík ÍBV Vestmannæyjar                   | 14                       |
| 2020                     | Valur Reykjavík          | FH Hafnarfjörður         | Stjarnan Garðabær        | SCO Steven Lennon                                                                | FH Hafnarfjörður                                    | 17                       |
| 2021                     | Vikingur Reykjavik       | Breiðablik Kópavogur     | KR Reykjavík             | DEN Nikolaj Hansen                                                               | Vikingur Reykjavik                                  | 16                       |
| 2022                     | Breiðablik Kópavogur     | KA Akureyri              | Vikingur Reykjavik       | ISL Nökkvi Þeyr Þórisson · ISL Guðmundur Magnússon                               | KA Akureyri Fram Reykjavík                          | 17                       |
| 2023                     | Vikingur Reykjavik       | Valur Reykjavík          | Stjarnan Garðabær        | ISL Emil Atlason                                                                 | Stjarnan Garðabær                                   | 17                       |
| 2024                     | Breiðablik Kópavogur     | Víkingur Reykjavík       | Valur Reykjavík          | ISL Benoný Andrésson                                                             | KR Reykjavík                                        | 21                       |

## Număr de titluri câștigate
| Club                  | Titluri | Stagiuni | Loc 2 |
| --------------------- | ------- | --- | ----- |
| KR Reykjavík          | 27      | 1912, 1919, 1926, 1927, 1928, 1929, 1931, 1932, 1934, 1941, 1948, 1949, 1950, 1952, 1955, 1959, 1961, 1963, 1965, 1968, 1999, 2000, 2002, 2003, 2011, 2013, 2019 | 27    |
| Valur Reykjavík       | 23      | 1930, 1933, 1935, 1936, 1937, 1938, 1940, 1942, 1943, 1944, 1945, 1956, 1966, 1967, 1976, 1978, 1980, 1985, 1987, 2007, 2017, 2018, 2020                         | 18    |
| Fram Reykjavík        | 18      | 1913, 1914, 1915, 1916, 1917, 1918, 1921, 1922, 1923, 1925, 1939, 1946, 1947, 1962, 1972, 1986, 1988, 1990                                                       | 17    |
| ÍA Akranes            | 18      | 1951, 1953, 1954, 1957, 1958, 1960, 1970, 1974, 1975, 1977, 1983, 1984, 1992, 1993, 1994, 1995, 1996, 2001                                                       | 12    |
| FH Hafnarfjörður      | 8       | 2004, 2005, 2006, 2008, 2009, 2012, 2015, 2016 | 10    |
| Víkingur Reykjavík    | 7       | 1920, 1924, 1981, 1982, 1991, 2021, 2023 | 8     |
| Keflavík Reykjanesbær | 4       | 1964, 1969, 1971, 1973 | 3     |
| ÍBV Vestmannaeyjar    | 3       | 1979, 1997, 1998 | 6     |
| Breiðablik Kópavogur  | 3       | 2010, 2022, 2024 | 5     |
| KA Akureyri           | 1       | 1989 | 2     |
| Stjarnan Garðabær     | 1       | 2014 | 1     |
| Fylkir Reykjavik      | -       | - | 2     |

## Performanță pe orașe
| Orașul         | Titluri | Cluburi                                      |
| -------------- | ------- | -------------------------------------------- |
| Reykjavik      | 75      | KR (27), Valur (23), Fram (18), Vikingur (7) |
| Akranes        | 18      | ÍA (18)                                      |
| Hafnarfjörður  | 8       | FH (8)                                       |
| Reykjanesbær   | 4       | Keflavík ÍF (4)                              |
| Vestmannaeyjar | 3       | ÍB (3)                                       |
| Kópavogur      | 3       | Breiðablik (3)                               |
| Akureyri       | 1       | KA (1)                                       |
| Garðabær       | 1       | Stjarnan FC (1)                              |

## Statistici

### Eventuri
| # | Echipa             | Eventuri | Sezoane                 |
| - | ------------------ | -------- | ----------------------- |
| 1 | KR Reykjavík       | 4        | 1961, 1963, 1999, 2011  |
| 1 | ÍA Akranes         | 4        | 1983, 1984, 1993, 1996, |
| 3 | Víkingur Reykjavík | 2        | 2021, 2023              |
| 4 | Valur Reykjavík    | 1        | 1976                    |
| 4 | ÍBV Vestmannaeyjar | 1        | 1998                    |

### Participare istorică
Echipele din Bold sunt participanții sezonului 2025.
| Club                | Oraș                                        | Primul sezon în Úrvalsdeild | Ultimul Sezon în Úrvalsdeild | Sezoane în Úrvalsdeild | Cel mai bun rezultat | Titluri de campion | Primul Titlu | Ultimul Titlu |
| ------------------- | ------------------------------------------- | --------------------------- | ---------------------------- | ---------------------- | -------------------- | ------------------ | ------------ | ------------- |
| Breiðablik          | Kópavogur                                   | 1971                        | 2025                         | 42                     | 1°                   | 1                  | 2010         | 2024          |
| FH 2                | Hafnarfjörður                               | 1975                        | 2025                         | 41                     | 1°                   | 8                  | 2004         | 2016          |
| Fjölnir             | Reykjavík (Grafarvogur)                     | 2008                        | 2020                         | 8                      | 4°                   | 0                  | -            | -             |
| Fram                | Reykjavík (Grafarholt)                      | 1912                        | 2025                         | 108                    | 1°                   | 18                 | 1913         | 1990          |
| Fylkir              | Reykjavík (Árbær)                           | 1989                        | 2024                         | 27                     | 2°                   | 0                  | -            | -             |
| UMF Grindavík       | Grindavík                                   | 1995                        | 2019                         | 20                     | 3°                   | 0                  | -            | -             |
| Grótta              | Seltjarnarnes                               | 2020                        | 2020                         | 1                      | 11°                  | 0                  | -            | -             |
| KR Haukar 2         | Hafnarfjörður                               | 1979                        | 2010                         | 2                      | 10°                  | 0                  | -            | -             |
| HK                  | Kópavogur                                   | 2007                        | 2024                         | 8                      | 9°                   | 0                  | -            | -             |
| ÍA Akranes          | Akranes                                     | 1946                        | 2025                         | 74                     | 1°                   | 18                 | 1951         | 2001          |
| ÍBA1                | Akureyri                                    | 1929                        | 1974                         | 20                     | 3°                   | 0                  | -            | -             |
| ÍBH Hafnarfjörður 2 | Hafnarfjörður                               | 1957                        | 1961                         | 3                      | 4°                   | 0                  | -            | -             |
| ÍBÍ 3               | Ísafjörður                                  | 1962                        | 1983                         | 3                      | 6°                   | 0                  | -            | -             |
| ÍBV Vestmannaeyjar  | Vestmannaeyjar                              | 1912                        | 2025                         | 56                     | 1°                   | 3                  | 1979         | 1998          |
| ÍR                  | Reykjavík (Breiðholt)                       | 1998                        | 1998                         | 1                      | 10°                  | 0                  | -            | -             |
| KA Akureyri 1       | Akureyri                                    | 1978                        | 2025                         | 25                     | 1°                   | 1                  | 1989         | 1989          |
| Keflavík ÍF         | Reykjanesbær (Keflavík)                     | 1958                        | 2022                         | 54                     | 1°                   | 4                  | 1964         | 1973          |
| KR Reykjavík        | Reykjavík (Vesturbær)                       | 1912                        | 2025                         | 112                    | 1°                   | 27                 | 1912         | 2019          |
| Leiftur 4           | Ólafsfjörður                                | 1988                        | 2000                         | 7                      | 3°                   | 0                  | -            | -             |
| Leiknir             | Reykjavík (Breiðholt)                       | 2015                        | 2022                         | 3                      | 8°                   | 0                  | -            | -             |
| UMF Selfoss         | Selfoss                                     | 2010                        | 2012                         | 2                      | 11°                  | 0                  | -            | -             |
| UMF Skallagrímur    | Borgarnes                                   | 1997                        | 1997                         | 1                      | 9°                   | 0                  | -            | -             |
| Stjarnan            | Garðabær                                    | 1990                        | 2025                         | 25                     | 1°                   | 1                  | 2014         | 2014          |
| Valur               | Reykjavík (Hlíðar/Miðborg)                  | 1912                        | 2025                         | 113                    | 1°                   | 23                 | 1930         | 2020          |
| Víðir               | Garður                                      | 1985                        | 1991                         | 4                      | 7°                   | 0                  | -            | -             |
| Víkingur            | Ólafsvík                                    | 2013                        | 2017                         | 3                      | 10°                  | 0                  | -            | -             |
| Víkingur            | Reykjavík (Fossvogur, Háaleiti og Bústaðir) | 1918                        | 2025                         | 76                     | 1°                   | 7                  | 1920         | 2023          |
| Völsungur           | Húsavík                                     | 1987                        | 1988                         | 2                      | 8°                   | 0                  | -            | -             |
| Þór 1               | Akureyri                                    | 1977                        | 2014                         | 17                     | 3°                   | 0                  | -            | -             |
| Þróttur             | Reykjavík (Laugardalur)                     | 1953                        | 2016                         | 19                     | 5°                   | 0                  | -            | -             |

1 ÍBA a fost „Asociația sportivă din Akureyri”, compusă din KA și Þór. A dispărut după sfârșitul sezonului 1974 cu KA și Þór ca echipe independente în sezonul 1975.

2 ÍBH a fost „Asociația sportivă din Hafnarfjörður”, compusă din FH și Haukar. A dispărut la sfârșitul sezonului 1963, iar FH și Haukar au devenit echipe independente din 1964.

3 ÍBÍ a intrat în probleme financiare și a dispărut la sfârșitul sezonului 1987. Cea mai mare parte a echipei sale a continuat să joace pentru BÍ, care a devenit echipa principală a lui Ísafjörður. BÍ este acum Vestri.

4 Leiftur a căzut în probleme financiare și în cele din urmă a fuzionat cu KS-ul lui Siglufjörður înainte de sezonul 2006. echipele au dispărut înainte de sezonul 2010 în favoarea formării de noi echipe în ambele orașe, noua echipă a devenit KF.

### Golgheteri all-time
| Sezon | Nume                  | Goluri | Club                |
| ----- | --------------------- | ------ | ------------------- |
| 2013  | Tryggvi Guðmundsson   | 131    | Fylkir, ÍBV, FH, KR |
| 1987  | Ingi Björn Albertsson | 126    | Valur, FH           |

### Golgheteri
| Sezon | Jucător                                | Goluri | Club              |
| ----- | -------------------------------------- | ------ | ----------------- |
| 1990  | Hörður Magnússon                       | 13     | FH                |
| 1991  | Hörður Magnússon Guðmundur Steinsson   | 13     | FH Víkingur       |
| 1992  | Arnar Gunnlaugsson                     | 15     | ÍA                |
| 1993  | Þórður Guðjónsson                      | 19     | ÍA                |
| 1994  | Mihajilo Bibercic                      | 14     | ÍA                |
| 1995  | Arnar Gunnlaugsson                     | 15     | ÍA                |
| 1996  | Ríkharður Daðason                      | 14     | KR                |
| 1997  | Tryggvi Guðmundsson                    | 19     | ÍBV               |
| 1998  | Steingrímur Jóhannesson                | 16     | ÍBV               |
| 1999  | Steingrímur Jóhannesson                | 12     | ÍBV               |
| 2000  | Guðmundur Steinarsson Andri Sigþórsson | 14     | Keflavík KR       |
| 2001  | Hjörtur Hjartarson                     | 15     | ÍA                |
| 2002  | Grétar Hjartarson                      | 13     | Grindavík         |
| 2003  | Björgólfur Takefusa                    | 10     | Þróttur Reykjavík |
| 2004  | Gunnar Heiðar Þorvaldsson              | 12     | ÍBV               |
| 2005  | Tryggvi Guðmundsson                    | 16     | FH                |
| 2006  | Marel Baldvinsson                      | 11     | Breiðablik        |
| 2007  | Jónas Grani Garðarsson                 | 13     | Fram              |
| 2008  | Guðmundur Steinarsson                  | 16     | Keflavík          |
| 2009  | Björgólfur Takefusa                    | 16     | KR                |
| 2010  | Gilles Daniel Mbang Ondo               | 14     | Grindavík         |
| 2011  | Garðar Jóhannsson                      | 15     | Stjarnan          |
| 2012  | Atli Guðnason                          | 12     | FH                |
| 2013  | Atli Viðar Björnsson                   | 13     | FH                |

### Jucătorul anului
| Sezon | Jucătorul anului       | Club     |
| ----- | ---------------------- | -------- |
| 1984  | Bjarni Sigurðsson      | ÍA       |
| 1985  | Guðmundur Þorbjörnsson | Valur    |
| 1986  | Guðmundur Torfason     | Fram     |
| 1987  | Pétur Ormslev          | Fram     |
| 1988  | Sigurjón Kristjánsson  | Valur    |
| 1989  | Þorvaldur Örlygsson    | KA       |
| 1990  | Sævar Jónsson          | Valur    |
| 1991  | Guðmundur Steinsson    | Víkingur |
| 1992  | Lúkas Kostic           | ÍA       |
| 1993  | Sigurður Jónsson       | ÍA       |
| 1994  | Sigursteinn Gíslason   | ÍA       |
| 1995  | Ólafur Þórðarson       | ÍA       |
| 1996  | Gunnar Oddsson         | Leiftur  |
| 1997  | Tryggvi Guðmundsson    | ÍBV      |
| 1998  | David Winnie           | KR       |
| 1999  | Guðmundur Benediktsson | KR       |
| 2000  | Hlynur Stefánsson      | ÍBV      |
| 2001  | Gunnlaugur Jónsson     | ÍA       |
| 2002  | Finnur Kolbeinsson     | Fylkir   |
| 2003  | Allan Borgvardt        | FH       |
| 2004  | Heimir Guðjónsson      | FH       |
| 2005  | Allan Borgvardt        | FH       |
| 2006  | Viktor Bjarki Arnarson | Víkingur |
| 2007  | Helgi Sigurðsson       | Valur    |
| 2008  | Guðmundur Steinarsson  | Keflavík |
| 2009  | Atli Guðnason          | FH       |
| 2010  | Alfreð Finnbogason     | UBK      |

## Legături externe
- Site web oficial is
- League321.com - Icelandic football league tables, records & statistics database. en
- Iceland - List of Champions, RSSSF.com